# Unteres Murgtal und Seitentäler
Das FFH-Gebiet Unteres Murgtal und Seitentäler ist ein im Jahr 2005 durch das Regierungspräsidium Karlsruhe nach der Richtlinie 92/43/EWG (Fauna-Flora-Habitat-Richtlinie) angemeldetes Schutzgebiet (Schutzgebietskennung DE-7216-341) im deutschen Bundesland Baden-Württemberg. Mit Verordnung des Regierungspräsidiums Karlsruhe zur Festlegung der Gebiete von gemeinschaftlicher Bedeutung vom 12. Oktober 2018  (in Kraft getreten am 11. Januar 2019) wurde das Schutzgebiet festgelegt. Es umfasst Teile des Murgtals im Nordschwarzwald.

## Lage
Das rund 2007 Hektar große FFH-Gebiet gehört überwiegend zum Naturraum 152-Nördlicher Talschwarzwald, Randbereiche gehören zu den Naturräumen 151-Grindenschwarzwald und Enzhöhen, beide innerhalb der naturräumlichen Haupteinheit 15-Schwarzwald, und 212-Ortenau-Bühler Vorberge innerhalb der Haupteinheit 21-Mittleres Oberrheintiefland. Es erstreckt sich entlang der Murg und ihrer Zuflüsse zwischen Gaggenau und Forbach über die Markungen von sechs Städten und Gemeinden von der Rheinebene bis in den Schwarzwald:
- Baden-Baden: 20,0703 ha = 1 %
- Landkreis Rastatt:
  - Forbach: 301,0556 ha = 15 %
  - Gaggenau: 1043,6595 ha = 52 %
  - Gernsbach: 561,9705 ha = 28 %
  - Loffenau: 20,0703 ha = 1 %
  - Weisenbach: 60,2111 ha = 3 %

## Beschreibung und Schutzzweck
Es handelt sich um Wiesentäler mit den für das Gebiet charakteristischen Heuhütten, artenreichen Magerwiesen frischer bis feuchter Standorte, naturnahen Bachläufen mit begleitenden Hochstaudenfluren, Brachflächen und naturnahem Buchenwald sowie Felsmassive des Granits und Rotliegende.

### Lebensraumtypen
Gemäß Anlage 1 der Verordnung des Regierungspräsidiums Karlsruhe zur Festlegung der Gebiete von gemeinschaftlicher Bedeutung (FFH-Verordnung) vom 12. Oktober 2018 kommen folgende Lebensraumtypen nach Anhang I der FFH-Richtlinie im Gebiet vor: 
| EU Code | Lebensraumtyp (offizielle Bezeichnung)                                                                          | Kurzbezeichnung                              | Hektar |
| ------- | --- | -------------------------------------------- | ------ |
| 3260    | Flüsse der planaren bis montanen Stufe mit Vegetation des Ranunculion fluitantis und des Callitricho-Batrachion | Fließgewässer mit flutender Wasservegetation | 0,50   |
| 4030    | Trockene europäische Heiden                                                                                     | Trockene Heiden                              | 6,00   |
| 6230    | Artenreiche montane Borstgrasrasen (und submontan auf dem europäischen Festland) auf Silikatböden               | Artenreiche Borstgrasrasen                   | 1,10   |
| 6410    | Pfeifengraswiesen auf kalkreichem Boden, torfigen und tonig-schluffigen Böden (Molinion caeruleae)              | Pfeifengraswiesen                            | 0,90   |
| 6430    | Feuchte Hochstaudenfluren der planaren und montanen bis alpinen Stufe                                           | Feuchte Hochstaudenfluren                    | 10,60  |
| 6510    | Magere Flachland-Mähwiesen (Alopecurus pratensis, Sanguisorba officinalis)                                      | Magere Flachland-Mähwiesen                   | 378,70 |
| 8150    | Kieselhaltige Schutthalden der Berglagen Mitteleuropas                                                          | Silikatschutthalden                          | 0,50   |
| 8220    | Silikatfelsen mit Felsspaltenvegetation                                                                         | Silikatfelsen mit Felsspaltenvegetation      | 2,00   |
| 8230    | Silikatfelsen mit Pioniervegetation des Sedo-Scleranthion oder des Sedo albi-Veronicion dillenii                | Pionierrasen auf Silikatfelskuppen           | 1,50   |
| 8310    | Nicht touristisch erschlossene Höhlen                                                                           | Höhlen und Balmen                            | 0,0174 |
| 9110    | Hainsimsen-Buchenwald (Luzulo-Fagetum)                                                                          | Hainsimsen-Buchenwald                        | 22,60  |
| 9130    | Waldmeister-Buchenwald (Asperulo-Fagetum)                                                                       | Waldmeister-Buchenwald                       | 4,10   |
| 9180    | Schlucht- und Hangmischwälder ((Tilio-Acerion))                                                                 | Schlucht- und Hangmischwälder                | 2,90   |
| 91E0    | Auenwälder mit Alnus glutinosa und Fraxinus excelsior (Alno-Padion, Alnion incanae, Salicion albae)             | Auenwälder mit Erle, Esche, Weide            | 8,20   |

### Arteninventar
Folgende Arten von gemeinschaftlichem Interesse sind nach der Anlage 1 der Verordnung des Regierungspräsidiums Karlsruhe vom 12. Oktober 2018 (FFH-Verordnung) für das Gebiet gemeldet:
| Bild                                 | EU Code | * | Art                                 | wissenschaftlicher Name     | Artengruppe    |
| ------------------------------------ | ------- | - | ----------------------------------- | --------------------------- | -------------- |
| Heller Wiesenknopf-Ameisen-Bläuling  | 1059    |   | Heller Wiesenknopf-Ameisen-Bläuling | Maculinea teleius           | Schmetterlinge |
| Dunkler Wiesenknopf-Ameisen-Bläuling | 1061    |   | Dunkler Wiesenknopf-Ameisenbläuling | Maculinea nausithous        | Schmetterlinge |
| Spanische Flagge                     | 1078    |   | Spanische Flagge                    | Callimorpha quadripunctaria | Schmetterlinge |
| Hirschkäfer                          | 1083    |   | Hirschkäfer                         | Lucanus cervus              | Käfer          |
| Steinkrebs                           | 1093    |   | Steinkrebs                          | Austropotamobius torrentium | Krebse         |
| Bachneunauge                         | 1096    |   | Bachneunauge                        | Lampetra planeri            | Fische         |
| Atlantischer Lachs                   | 1106    |   | Lachs                               | Salmo salar                 | Fische         |
| Groppe                               | 1163    |   | Groppe                              | Cottus gobio                | Fische         |
| Gelbbauchunke                        | 1193    |   | Gelbbauchunke                       | Bombina variegata           | Amphibien      |
| Wimperfledermaus                     | 1321    |   | Wimperfledermaus                    | Myotis emarginatus          | Säugetiere     |
| Bechsteinfledermaus                  | 1323    |   | Bechsteinfledermaus                 | Myotis bechsteinii          | Säugetiere     |
| Großes Mausohr                       | 1324    |   | Großes Mausohr                      | Myotis myotis               | Säugetiere     |
| Grünes Besenmoos                     | 1381    |   | Grünes Besenmoos                    | Dicranum viride             | Moose          |
| Grünes Koboldmoos                    | 1386    |   | Grünes Koboldmoos                   | Buxbaumia viridis           | Moose          |
|                                      | 1387    |   | Rogers Goldhaarmoos                 | Orthotrichum rogeri         | Moose          |

### Zusammenhängende Schutzgebiete
Das FFH-Gebiet besteht aus zahlreichen Teilgebieten, es liegt vollständig im Naturpark Schwarzwald Mitte/Nord. In Teilbereichen ist es deckungsgleich mit mehreren Landschaftsschutzgebieten. Innerhalb des FFH-Gebiets liegen ganz oder teilweise die Naturschutzgebiete
- 2130-Galgenberg, Lieblingsfelsen, Scheibenberg
- 2145-Lautenfelsen
- 2236-Hilpertsau